# 965 Angelica
965 Angelica је астероид главног астероидног појаса. Приближан пречник астероида је 53,63 , 
а средња удаљеност астероида од Сунца износи 3,147 астрономских јединица (АЈ). 
Инклинација (нагиб) орбите у односу на раван еклиптике је 21,465 степени, а орбитални период износи 2039,219 дана (5,583 година). Ексцентрицитет орбите астероида износи 0,285. 
Апсолутна магнитуда астероида износи 9,80 а геометријски албедо 0,073.
Астероид је откривен 4. новембра 1921. године.